# Peter Littelmann
Peter Littelmann (né le 10 décembre 1957) est un mathématicien allemand, professeur à l'université de Cologne, spécialiste des groupes algébriques et la théorie des représentations, qui a introduit le modèle des chemins de Littelmann (en) et l'a utilisé pour résoudre plusieurs conjectures dans la théorie des monômes standards (en), pour généraliser la règle de Littlewood-Richardson à tous les groupes semi-simples et dans d'autres domaines.